# Acolyte (Sanctuary – Génrejtek)
Az Acolyte a Sanctuary – Génrejtek című kanadai sci-fi-fantasy televíziós sorozat negyedik évadjának tizedik epizódja.

## Ismertető
Feltűnik újra Kate Freelander (Agam Darshi), mert információi vannak arról, hogy az üregesföldi abnormálisok egy ellenálló csoportja támadást szervez. Magnusnak és csapatának rá kell jönnie, mikor, hol és hogyan szervezik azt. Magnus a támadás miatt meglátogatja Addison ügynököt (Brian Markinson) is, hogy a támadás helyszínére tervezett találkozót halasszák el vagy mondják le, azonban Addison szemmel láthatóan nem aggódik miatt. Viszont információi vannak Nagyfiúról, akivel a Menedék csapatának egy ideje nincs kapcsolata. Az ügynök információi szerint ő az, aki a tervezett támadást vezeti. Mivel elképzelhetetlennek tartják ezt róla, Magnus gyanakszik, hogy az Untouchable (Sanctuary – Génrejtek) című epizódban elfogott és a Menedékben őrzött Crixorum volt az, aki befolyásolta régi barátja agyát. A telepatikus képességekkel bíró férfiról azt gondolták, a mesterséges kómában nem képes erre, azonban az őt ellátó Nagyfiú agyába sikerült beférkőznie, és rávennie, hogy vezesse az abnormálisok támadását. Magnus ráveszi, hogy kiadja a támadás adatait és Kate-tel együtt Buenos Airesbe indulnak. Addison és csapata már ott van, ám eleinte nem hajlandó evakuálni a célpont hotelt. Helen és Kate bejut a hotelben, hogy megkeressék az öngyilkos merénylőket és Nagyfiút. Az addigra már kiürített hotelben végül is felrobban a bomba, de Helennek sikerül azt előbb levennie Nagyfiúról. A Menedékbe való visszatérés után Nagyfiú agyában láthatóan helyre áll a rend. Egészen az utolsó képsorig.

## Fogadtatás
A TV by the Numbers nézettségi adatai szerint az epizódra 1,5 millió néző volt kíváncsi, ami jelentős növekedés az évad korábbi nézettségi adataihoz képest.

## Érdekesség
Az epizód rendezője, Lee Wilson, aki az Anthem Visual Effects Inc. alapítója és vezetője, akik a sorozat vizuális és speciális effektjeit készítik. Wilson a sorozatban végzett munkájáért több jelölést kapott Leo-, Emmy- és Gemini-díjra is.